# Zhiwen Wang
Zhiwen Wang eller Wang Zhiwen (王志文, Wang är hans familjenamn), född 25 juni 1966 i Shanghai i Kina, är en kinesisk skådespelare.

## Filmografi
- 1999 - Kejsaren och mördaren
- 2002 - He ni zai yiqi
- 2004 - Ai zuozhan
- 2019 – The Longest Shot